# Јеремијино брдо
Јеремијино брдо (Јеремија), или популарно познато као Шанац, је брдо – узвишење са утврђењем на врху у општини Бабушница, које надвисује већи део Лужничке котлине. Надморска висина брда износи 663 m. 
Брдо надвисује Бабушницу, Горње Крњино, Доње Крњино, Доњи Стрижевац, Горњи Стрижевац и Извор.  
Када се путем из Беле Паланке силази у Лужничку котлину према Бабушници Јеремијино брдо односно утврђење Шанац на његовом врху су лако уочљиви. 
У подножју брда налази се раскрсница где се спајају путеви: Пирот–Бабушница–Лесковац и Бела Паланка–Бабушница

## Утврђење
На врху брда налази се  Српско војно утврђење у Стрижевцу (познато као Шанац) грађено у 19. веку за заштиту југо-источне границе Србије. Утврђење је грађено у време владавине Александра Обреновића  од 1892. до 1893. године.

Утврђење је грађено по пројекту Војног министарства грађевине у Београду. Коришћен је камен са простора Модра Стена. 

## Занимљивости
До врха воде сеоски путеви и стазе са више страна а једино је пут (делимично туцаник) од Бабушнице проходан за аутомобиле.   
За мештане Лужничке котлине ово је популарно излетиште. Већ више од педесет година се традиционално на врху брда сваке године за 2. мај организује вашар или сабор, где се скупљају мештани Бабушнице и околних села.  

## Галерија „Шанац”
- Улаз у утврђење, натпис са годинама градње
- Унутрашњи део утврђења
- Предња страна утврђења

## Галерија „Поглед са јеремијиног брда”
Са врха брда се виде: Сува планина, Столски камен, Шљивовички врх (Шљивовички вис) и Стара планина. Са врха се види скоро цела Горња Лужница и мањи део Доње Лужнице (Лужничке котлине)
- Поглед на Големи стол
- Поглед на Шљивовички вис
- Поглед на Горњу Лужницу и Суву планину
- Поглед на Доњи Стрижевац
- Поглед на Доње Крњино